# Flavors of youth
Flavors of youth (en japonés: 詩季織々, transliterat: Shiki Oriori, literalment 'De temporada en temporada'; xinès simplificat: 肆式青春, pinyin: Sì shì Qīngchūn, literalment 'Quatre tipus de joventut') és una pel·lícula dramàtica en format d'antologia d'anime/donghua dirigida per Li Haoling, Jiaoshou Yi Xiaoxing i Yoshitaka Takeuchi i producida per Noritaka Kawaguchi. És una coproducció sinojaponesa entre CoMix Wave Films i Haoliners Animation League, que va estrenar-se al Japó i la Xina el 4 d'agost del 2018, i va ser distribuïda per StudioCanal i Netflix arreu del món.

## Argument
La pel·lícula està dividida en tres segments: Hidamari no Choshoku, Chiisana Fashion Show i Shanghai Koi. Cadascuna està ambientada en una ciutat diferent de la Xina: Beijing, Guangzhou i Shanghai. Cada part explora diferents temes sobre l'amor i les alegries senzilles de la vida.

## Repartiment
| Personatge       | Seiyū            | Segment               |
| ---------------- | ---------------- | --------------------- |
| Xiao Ming        | Taito Ban        | Hidamari no Choshoku  |
| Xiao Ming (Jove) | Mariya Ise       | Hidamari no Choshoku  |
| Yi Lin (Irin)    | Minako Kotobuki  | Chiisana Fashion Show |
| Lulu             | Haruka Shiraishi | Chiisana Fashion Show |
| Senyor Steve     | Hiroki Yasumoto  | Chiisana Fashion Show |
| Llim (Rimo)      | Takeo Ōtsuka     | Shanghai Koi          |
| Xiao Yu          | Ikumi Hasegawa   | Shanghai Koi          |

## Recepció

### Taquilla
La pel·lícula va recaptar 2.8 milions de iuans en el mercat xinés.

### Crítica
Kim Morrissy de Anime News Network va qualificar la pel·lícula amb una B, lloant "els refinats fons", i al mateix temps criticant "l'animació pobra dels personatges", també va dir "Shikai Oriori no és en cap cas una obra d'art, però m'alegra que unira a tan talentosos artistes en CoMix Wave Films per a retratar una imatge tan sentimental de les belles ciutats xineses".